# جون فرانسيس دالي
جون فرانسيس دالي (بالإنجليزية: John Francis Daley)‏ مواليد 20 يوليو 1985 في ويلينغ، الولايات المتحدة، هو ممثل ومخرج وكاتب سيناريو أمريكي بدأ مسيرته الفنية سنة 1998.

## الأعمال

### أفلام
- مدراء فظيعون (2011) (بدور: كارتر)
- بيرت وندرستون المذهل (2013)
- غائم مع احتمال سقوط كرات اللحم 2 (2013)
- عطلة (2015)
- الرجل العنكبوت: العودة للوطن (2017)
- لعبة الليل (2018)

### مسلسلات
- بوسطن العامة (2000) (بدور: أنتوني وارد)
- القاضية إيمي (2004)
- بونز (2007)

## روابط خارجية
- جون فرانسيس دالي على موقع IMDb (الإنجليزية)
- جون فرانسيس دالي على موقع ألو سيني (الفرنسية)
- جون فرانسيس دالي على موقع ميوزك برينز (الإنجليزية)
- جون فرانسيس دالي على موقع أول موفي (الإنجليزية)
- جون فرانسيس دالي على موقع قاعدة بيانات الأفلام السويدية (السويدية)
- جون فرانسيس دالي على موقع إن إن دي بي (الإنجليزية)
- جون فرانسيس دالي على موقع قاعدة بيانات الفيلم (الإنجليزية)
- جون فرانسيس دالي على موقع كينوبويسك (الروسية)